# Barry McCrea
Barry McCrea (Dalkey, 15 de Outubro de 1974) é um escritor e professor irlandês.
Nasceu perto de Dublin e frequentou a escola jesuíta Gonzaga College e, mais tarde, o Trinity College de 1993 a 1997, onde estudou em literatura francesa e espanhola. Doutorou-se na Universidade de Princeton, nos Estados Unidos da América, em 2004, e actualmente é professor de Literatura Comparada na Universidade de Yale.
O seu romance The First Verse foi publicado pela Carroll & Graf em 2005, e foi premiado nesse mesmo ano com o prémio Ferro-Grumley para ficção e nomeado para o prémio da American Library Association.